# Fred Brown (hockey sur glace)
Pour les articles homonymes, voir Brown et Fred Brown (homonymie).
Frederick Henry Brown , surnommé Baldy, (né le 15 septembre 1900 à Kingston, Ontario au Canada - mort le 20 janvier 1970) est un joueur professionnel canadien de hockey sur glace,.

## Carrière de joueur
Il ne joua que brièvement au niveau professionnel. Il réussit tout de même à atteindre la Ligue nationale de hockey lors de l'année 1927-1928 où il joua une vingtaine de parties. Son équipe s'inclina en finale de la Coupe Stanley. Il continua à jouer au hockey jusqu'en 1931.

## Statistiques
| Saison     | Équipe                       | Ligue      |    | Saison régulière | Saison régulière | Saison régulière | Saison régulière | Saison régulière |   | Séries éliminatoires | Séries éliminatoires | Séries éliminatoires | Séries éliminatoires | Séries éliminatoires |
| Saison     | Équipe                       | Ligue      | PJ | B                | A                | Pts              | Pun              | PJ               | B | A                    | Pts                  | Pun                  |                      |                      |
| 1924-1925  | Rowing Club de Hamilton      | OHA Sr.    | 8  | 10               | 3                | 13               | -                | -                | - | -                    | -                    | -                    |                      |                      |
| 1925-1926  | Hornets de Windsor           | OHA Sr.    | 20 | 15               | 4                | 19               | 8                | -                | - | -                    | -                    | -                    |                      |                      |
| 1926-1927  | Hornets de Windsor           | CPHL       | 29 | 9                | 3                | 12               | 16               | -                | - | -                    | -                    | -                    |                      |                      |
| 1927-1928  | Nationals de Stratford       | CPHL       | 16 | 6                | 5                | 11               | 2                | -                | - | -                    | -                    | -                    |                      |                      |
| 1927-1928  | Bulldogs de Windsor          | CPHL       | 13 | 5                | 2                | 7                | 9                |                  |   |                      |                      |                      |                      |                      |
| 1927-1928  | Maroons de Montréal          | LNH        | 19 | 1                | 0                | 1                | 0                | 9                | 0 | 0                    | 0                    | 0                    |                      |                      |
| 1928-1929  | Flying Dutchmen de Kitchener | CPHL       | 40 | 15               | 6                | 21               | 56               | 3                | 0 | 0                    | 0                    | 2                    |                      |                      |
| 1929-1930  | Cataracts de Niagara Falls   | LIH        | 16 | 2                | 0                | 2                | 25               | -                | - | -                    | -                    | -                    |                      |                      |
| 1929-1930  | Bulldogs de Windsor          | LIH        | 24 | 3                | 3                | 6                | 18               | -                | - | -                    | -                    | -                    |                      |                      |
| 1930-1931  | Stars de Syracuse            | LIH        | 48 | 15               | 7                | 22               | 39               | -                | - | -                    | -                    | -                    |                      |                      |
| Totaux LNH | Totaux LNH                   | Totaux LNH | 19 | 1                | 0                | 1                | 0                | 9                | 0 | 0                    | 0                    | 0                    |                      |                      |